# Max-Schmeling-Marsch
Max-Schmeling-Marsch heißt ein Marschlied, das der Schlager- und Operettenkomponist Hugo Hirsch geschrieben hat. Der Text stammt von Felix Josky. Es ist dem Boxsport, dem „Faustkampf“ und seinen Helden gewidmet und trägt den Untertitel „Die Hymne der deutschen Faustkämpfer“.

## Entstehung
Der Titel des Musikstückes, welches im Drei-Masken-Verlag Berlin erschienen ist, lautet eigentlich nach der Anfangszeile des Refrains „Kämpfer ohne Wehr und Waffen“ und spielt darauf an, dass der Boxer ausschließlich seine Fäuste zum Kampf benutzt; zur Bezeichnung Max-Schmeling-Marsch kam es möglicherweise dadurch, dass der damals äußerst populäre Sportler auf der Platte eine Widmung sprach.
Auf der bei Electrola aufgenommenen Grammophonplatte sind Max Schmeling und Gerhard Pechner zu hören; der Berliner Bariton Pechner, ein gefragter Liederinterpret, trägt die Textzeilen zur Begleitung eines Salon-Orchesters vor, nachdem Boxer Schmeling vornweg die Worte „Möge dieser Marsch erklingen, wo immer in der Welt Faustkämpfer im Ring stehen“ gesprochen hat. Die Aufnahme entstand im März 1930 im Beethoven-Saal in Berlin.
Im Gegensatz zu dem Boxerlied, das Schmeling mit Hugo Fischer-Köppe und Kurt Gerron für den Tonfilm Liebe im Ring 1930 auf Platte aufnahm, und das noch heute bekannt ist, wurde der Max-Schmeling-Marsch kein Erfolg und geriet in Vergessenheit.

## Inhalt
Josky beschwört in seinem Text in der ersten Strophe das antike Rom Neros und des Circus Maximus’ herauf, um die historische Dimension des Faustkampfes einzuführen, während er in der zweiten Strophe an die Vergänglichkeit des Ruhmes auch der Siegreichen erinnert und das carpe diem anmahnt. Der Refrain betont wiederholt die Waffenlosigkeit der Faustkämpfer, die antreten, wie der Herr sie geschaffen hat: nur mit ihren starken Armen.

## Tondokument
- Electrola E.G.1848 / 60-942 (Matr. BLR 6166-2) Max-Schmeling-Marsch (Hugo Hirsch, Text von Felix Josky) Gerhard Pechner mit Salon-Orchester. Widmung gesprochen von Max Schmeling. Aufgenommen im Beethoven-Saal zu Berlin.